# Мечта (вилла)
Вилла «Мечта» — вилла начала XX века в псевдомавританском стиле, памятник архитектуры в крымском городке Симеиз. Здание ориентального направления. Памятник градостроительства и архитектуры регионального значения.

## История

### Закладка усадьбы
Пай земли, на которой стоит вилла «Мечта», был куплен 4 декабря 1904 года, дворянином Шеншином Иваном Владимировичем, который также приобрёл себе участок 1030 квадратных саженей. Вскоре он перепродал почти половину участка (400 квадратных саженей) землевладелице Варваре Андреевне Чуйкевич, которая и построила на этой территории виллу.
Другую часть Иван Владимирович планировал осваивать сам, но дела в России (именно в Пензенской губернии, где он был урядником — земским начальником) не давали ему времени. Владелец участка несколько раз приезжал с семьёй в Симеиз (останавливаясь у Сабуровых) и потом всё-таки решил продать и второй участок. Новой владелицей стала А. Н. Керкова, детальных сведений о ней нет, но она начала строительство, по одной из версий, заказав проект здания у архитектора Померанцева, самим строительством руководил Вылежанский.
Большинство краеведов предполагают, что виллу начали возводить в 1913 году, а идею архитектурного ансамбля и проект от Н. П. Краснова, автора эскизов для многих владельцев симеизских вилл, пришлось воплощать Якову Петровичу Семёнову, который построил и обустроил немало дач и был одним из инициатором создания курорта Новый Симеиз. Во времена Первой мировой войны курорт начал приходить в упадок и вилла так и не была достроена.

### Советские времена
16 декабря 1920 года приказом председателя Революционного комитета Крыма были изъяты «из частного владения как разных ведомств, так и частных лиц все имения Южного берега Крыма в районе от Судака до Севастополя включительно» и передавались в ведение специально созданного Управления Южсовхоза. «Мечта» Виллу окончательно достроили уже в советское время, разместив в ней сначала в курортную поликлинику, потом — санаторией «Крым», а в дальнейшем, уже после войны, в качестве одного из корпусов, была присоединена к санаторию «Красный маяк».

### Современность
Современная вилла «Мечта» — заброшенное всеми здание. Оригинальный фасад, внутренний декор (кое-где ещё сохранился) теперь привлекают внимание туристов и экскурсоводы обязательно включают её в программы своих познавательных туров, кинематографисты пользуются интерьером и экстерьером здания в фильмах. Отрицательную репутацию, вероятно, создаёт то, что в летний сезон, в «апартаментах» селились бездомные и путешественники, поэтому чиновники побуждали арендатора обустроить вокруг виллы забор, за которым должна была бы проходить реставрация здания, но, к сожалению, сооружение и дальше пустует и ветшает.
В 2006 году руководители города передали имение, вместе с соседней виллой «Ксения», в собственность киевской фирмы «Банк крови». Но обещания реставрации были аферой, которую совершили приближённые к Людмиле Кучме (жены бывшего президента Украины) алкогольные магнаты Николай Петренко и Людмила Русалина, а также бывшие руководители Министерства здравоохранения Украины. Аферисты не присоединились к реставрации виллы «Ксения». Реальный владелец — государство (в лице Фонда госимущества Украины) умышленно самоустранился, а здание ещё больше обветшало.
В 2018 году в рамках федеральной целевой программы были выделены средства в размере 107 миллионов рублей на реконструкцию, пришедших в упадок вилл «Ксения» и «Мечта». 4 декабря 2020 года власти Крыма продали виллы «Ксения» и «Мечта» в частные руки за 90 миллионов рублей.

## Описание здания
Архитектурный ансамбль мавританской «мечети» (другое название среди местных жителей), мог создать царский дворцовый архитектор — Николай Петрович Краснов, который именно в это время работал над несколькими виллами Симеиза. Главный элемент — башня с минаретом.
Двухэтажное здание виллы расположено в самом центре Симеиза, недалеко от кипарисовой аллеи, со статуями римской мифологии. Точно, кто строил это сооружение неизвестно, но есть некоторая вероятность, что это был главный застройщик городка — Яков Петрович Семёнов.
Ярко выраженные восточные элементы представлены: трёхэтажной узенькой башней, килевидные окна и лепнина (с арабской надписью «Нет победителя кроме Аллаха»). Находясь на холме, «Мечта» возвышается над всем городком и её видно со всех уголков. Фасады лаконичной формы дополняют стреловидные арки и окна с деревянной ажурной инкрустацией.